# 三本松政之
三本松 政之（さんぼんまつ まさゆき、1954年 - ）は、日本の社会学者。立教大学コミュニティ福祉学部教授。

## 略歴
1978年慶應義塾大学法学部政治学科卒業。1986年中央大学文学研究科社会学専攻博士課程単位取得満期退学。2010年東洋大学より博士（社会福祉学）を取得。
1986年日本社会事業大学助手。1987年文教大学人間科学部講師、1992年助教授。
1998年立教大学コミュニティ福祉学部助教授、2002年教授、2016年同学部長。

## 著書

### 共編著
- （崎信彦, 矢澤澄子監修, 玉野和志）『地域社会の政策とガバナンス』（東信堂, 2006年）
- （朝倉美江）『福祉ボランティア論』（有斐閣, 2007年）
- （坂田周一監修, 浅井春夫, 濁川孝志）『新・コミュニティ福祉学入門』（有斐閣, 2013年）
- （坂田周一監修, 北島健一）『コミュニティ政策学入門』（誠信書房, 2014年）
- （坂田周一）『はじめて学ぶための社会福祉』（誠信書房, 2016年）
- （坂田周一監修, 北島健一）『コミュニティ辞典』（春風社, 2017年）

### 分担執筆
- （武川正吾, 杉岡直人）『社会理論と社会システム』（ミネルヴァ書房, 2009年）
- （橋本和孝）『緑の社会学』（ハーベスト社, 2013年）